# Baryconus gravelyi
Baryconus gravelyi är en stekelart som först beskrevs av Mani 1936.  Baryconus gravelyi ingår i släktet Baryconus och familjen Scelionidae. Inga underarter finns listade.